# 北千種
北千種（きたちくさ）は、愛知県名古屋市千種区にある町名。現行行政地名は北千種一丁目から北千種三丁目。住居表示実施済み。

## 地理
名古屋市千種区の北西部に位置し、東は上野一〜二丁目、西は古出来三丁目・松軒二丁目、南は若水、北は萱場一〜二丁目・清明山一丁目に接する。

## 歴史
愛知郡千種村の一部（北部）を前身とする。

### 沿革

#### 北千種町
- 1889年（明治22年）10月1日 - 町村制施行。千種村の一部が分離・合併し、愛知郡鍋屋上野村大字千種となる[1]。
- 1906年（明治39年）5月10日 - 合併に伴い、東山村大字千種となる[1]。
- 1921年（大正10年）8月22日 - 名古屋市東区へ編入し、同区北千種町に改称[2]。
- 1935年（昭和10年）6月1日 - 一部が弦月町となる[1]。
- 1937年（昭和12年）10月1日 - 行政区変更に伴い、千種区所属となる[1]。
- 1980年（昭和55年）11月23日 - 全域が北千種一〜三丁目・若水一〜三丁目・上野一丁目・古出来三丁目となり廃止[1][3]。

#### 北千種
- 1980年（昭和55年）11月23日 - 以下の通り、北千種一〜三丁目が成立[1]。
  - 一丁目 - 萱場町・北千種町・弦月町・古出来町・松軒町・千種町の各一部
  - 二丁目 - 上野町・萱場町・北千種町・鍋屋上野町の各一部
  - 三丁目 - 上野町・北千種町の各一部

## 世帯数と人口
2019年（平成31年）1月1日現在の世帯数と人口は以下の通りである。
| 丁目         | 世帯数    | 人口    |
| ------------ | --------- | ------- |
| 北千種一丁目 | 712世帯   | 1,612人 |
| 北千種二丁目 | 224世帯   | 381人   |
| 北千種三丁目 | 739世帯   | 1,263人 |
| 計           | 1,675世帯 | 3,256人 |

### 人口の変遷
国勢調査による人口の推移
| 1995年（平成7年）  | 3,892人 | [ WEB 6 ]  |  |
| 2000年（平成12年） | 3,989人 | [ WEB 7 ]  |  |
| 2005年（平成17年） | 3,468人 | [ WEB 8 ]  |  |
| 2010年（平成22年） | 4,129人 | [ WEB 9 ]  |  |
| 2015年（平成27年） | 3,572人 | [ WEB 10 ] |  |

## 学区
市立小・中学校に通う場合、学校等は以下の通りとなる。また、公立高等学校に通う場合の学区は以下の通りとなる。なお、小学校は学校選択制度を導入しておらず番毎で各学校に指定されている。
| 丁目         | 小学校                                    | 中学校               | 高等学校 |
| ------------ | ----------------------------------------- | -------------------- | -------- |
| 北千種一丁目 | 名古屋市立大和小学校                      | 名古屋市立振甫中学校 | 尾張学区 |
| 北千種二丁目 | 名古屋市立大和小学校 名古屋市立上野小学校 | 名古屋市立振甫中学校 | 尾張学区 |
| 北千種三丁目 | 名古屋市立大和小学校 名古屋市立上野小学校 | 名古屋市立振甫中学校 | 尾張学区 |

## 交通
- 愛知県道215号田籾名古屋線（出来町通）
- 基幹バス - 萱場バス停
  - 東行き：引山・三軒家方面
  - 西行き：栄・名古屋駅方面

## 施設

### 北千種一丁目
- 愛知県立名古屋盲学校
- 名古屋市立振甫中学校
- 名古屋少年鑑別所

### 北千種二丁目
- 名古屋市立大学 北千種キャンパス
- 名古屋萱場郵便局

### 北千種三丁目
- 名古屋経済大学市邨中学校・高等学校

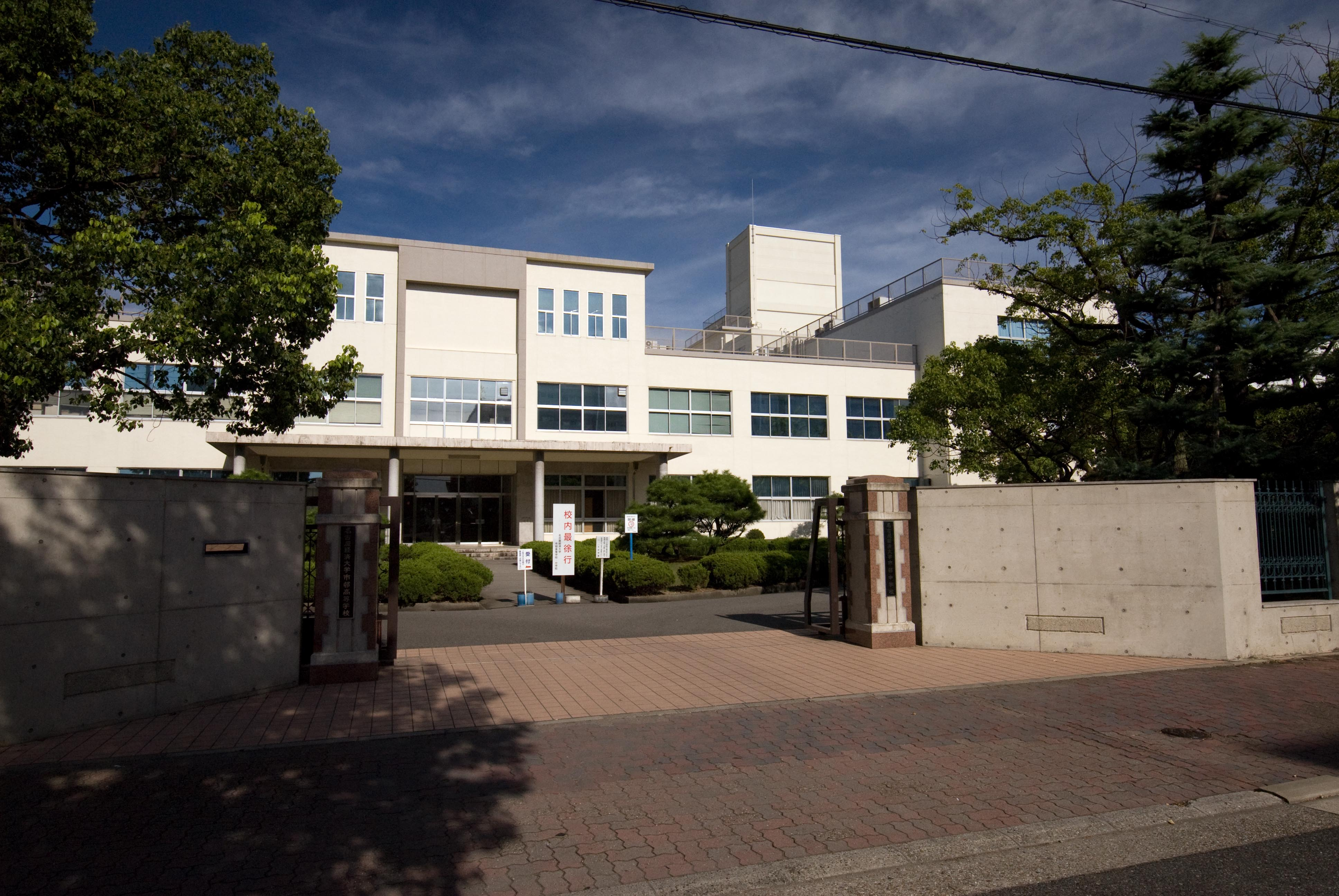
名古屋経済大学市邨高等学校
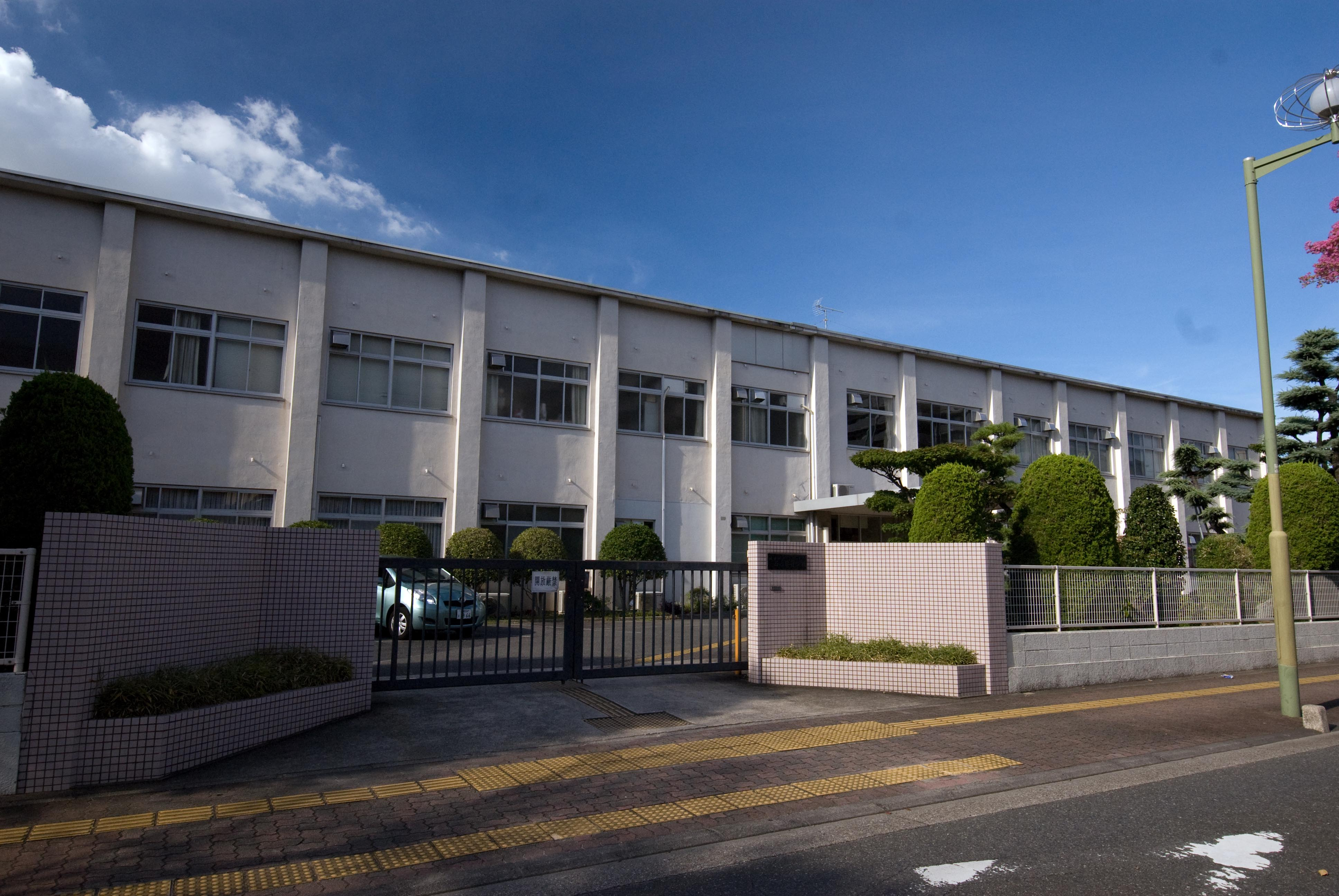
愛知県立名古屋盲学校
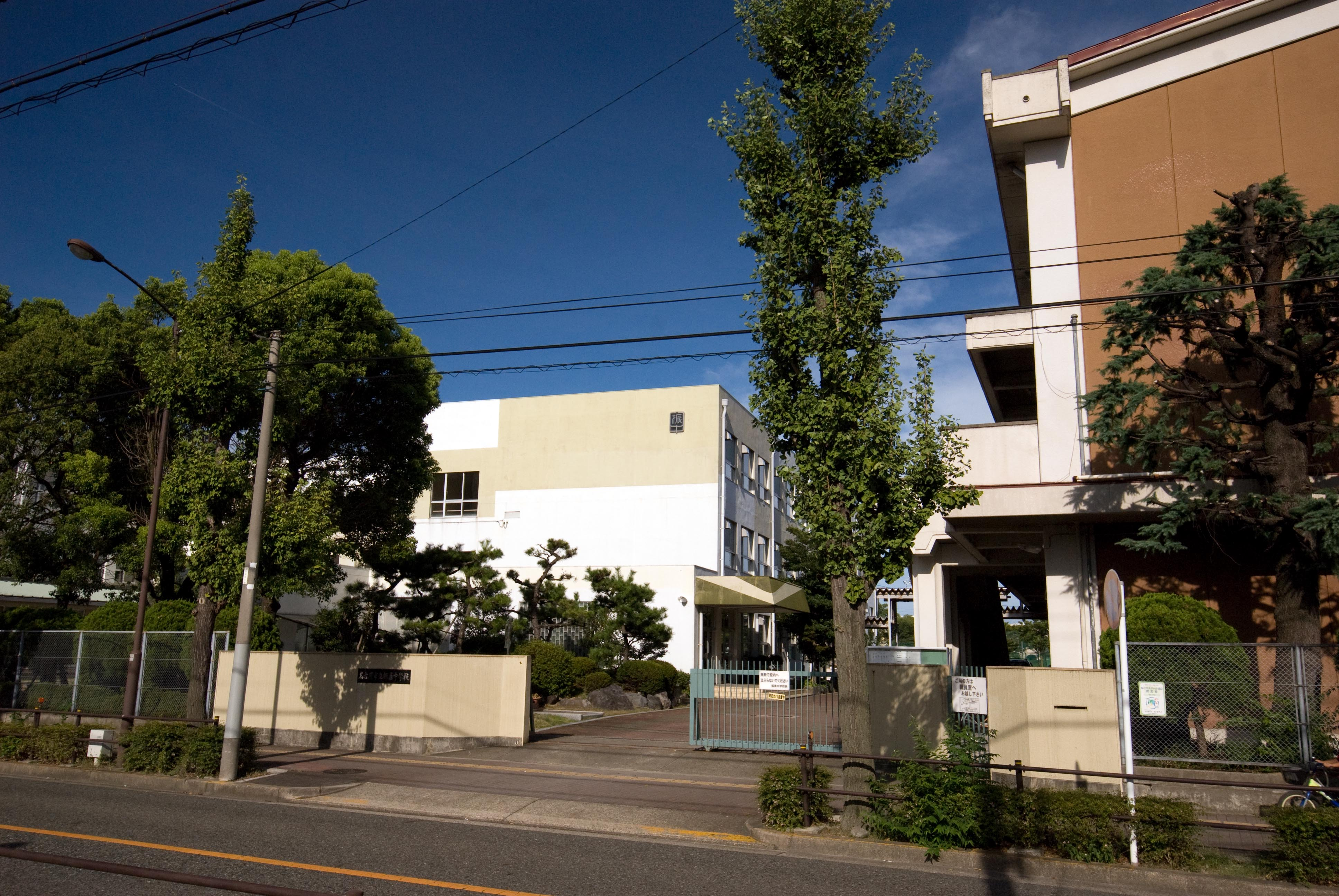
名古屋市立振甫中学校

## その他

### 日本郵便
- 郵便番号 : 464-0083[WEB 3]（集配局：千種郵便局[WEB 13]）。

### WEB
1. ↑  “愛知県名古屋市千種区の町丁・字一覧”.   人口統計ラボ. 2016年1月29日閲覧。
2. 1 2  “町・丁目(大字)別、年齢(10歳階級)別公簿人口(全市・区別)”.   名古屋市 (2019年1月23日). 2019年1月23日閲覧。
3. 1 2  “郵便番号”.  日本郵便. 2019年1月6日閲覧。
4. ↑  “市外局番の一覧”.   総務省. 2019年1月6日閲覧。
5. ↑  “千種区の町名一覧”.   名古屋市 (2015年10月21日). 2019年1月12日閲覧。
6. ↑  総務省統計局 (2014年3月28日). “平成7年国勢調査の調査結果(e-Stat) - 男女別人口及び世帯数 －町丁・字等” (CSV). 2019年4月27日閲覧。
7. ↑  総務省統計局 (2014年5月30日). “平成12年国勢調査の調査結果(e-Stat) - 男女別人口及び世帯数 －町丁・字等” (CSV). 2019年4月27日閲覧。
8. ↑  総務省統計局 (2014年6月27日). “平成17年国勢調査の調査結果(e-Stat) - 男女別人口及び世帯数 －町丁・字等” (CSV). 2019年4月27日閲覧。
9. ↑  総務省統計局 (2012年1月20日). “平成22年国勢調査の調査結果(e-Stat) - 男女別人口及び世帯数 －町丁・字等” (CSV). 2019年4月27日閲覧。
10. ↑  総務省統計局 (2017年1月27日). “平成27年国勢調査の調査結果(e-Stat) - 男女別人口及び世帯数 －町丁・字等” (CSV). 2019年4月27日閲覧。
11. ↑  “市立小・中学校の通学区域一覧”.   名古屋市 (2018年11月10日). 2019年1月14日閲覧。
12. ↑  “平成29年度以降の愛知県公立高等学校（全日制課程）入学者選抜における通学区域並びに群及びグループ分け案について”.   愛知県教育委員会 (2015年2月16日). 2019年1月14日閲覧。
13. ↑  郵便番号簿 平成29年度版 - 日本郵便. 2019年01月06日閲覧 (PDF)

### 書籍
1. 1 2 3 4 5 6  名古屋市計画局 1992, p. 727.
2. ↑  名古屋市計画局 1992, p. 724.
3. ↑  名古屋市計画局 1992, p. 728.